# سوزان کلچی واتسون
سوزان کلچی واتسون (انگلیسی: Susan Kelechi Watson؛ زادهٔ ۱۱ نوامبر ۱۹۸۱) هنرپیشه اهل ایالات متحده آمریکا است. وی از سال ۲۰۰۴ میلادی تاکنون مشغول فعالیت بوده‌است.
از فیلم‌ها یا برنامه‌های تلویزیونی که وی در آن نقش داشته‌است می‌توان به همسر خوب، درمانگاه خصوصی، نظم و قانون، متوسط، خاموشی و این ما هستیم اشاره کرد.